# 青平镇 (乐山市)
青平镇，是中华人民共和国四川省乐山市市中区下辖的一个乡镇级行政单位。2019年12月，撤销普仁乡，将其所属行政区域划归青平镇管辖。

## 行政区划
青平镇下辖以下地区：
铁蛇坳社区、青平村、保卫村、高堰村、青和村、太洪村、宝兴村、水竹村、八一村和张坝村。